# René-Joseph de Tournemine
Pour les articles homonymes, voir Tournemine.
René-Joseph Tournemine, né le 26 avril 1661 à Rennes et mort à Paris le 16 mai 1739, est un critique français.

## Biographie

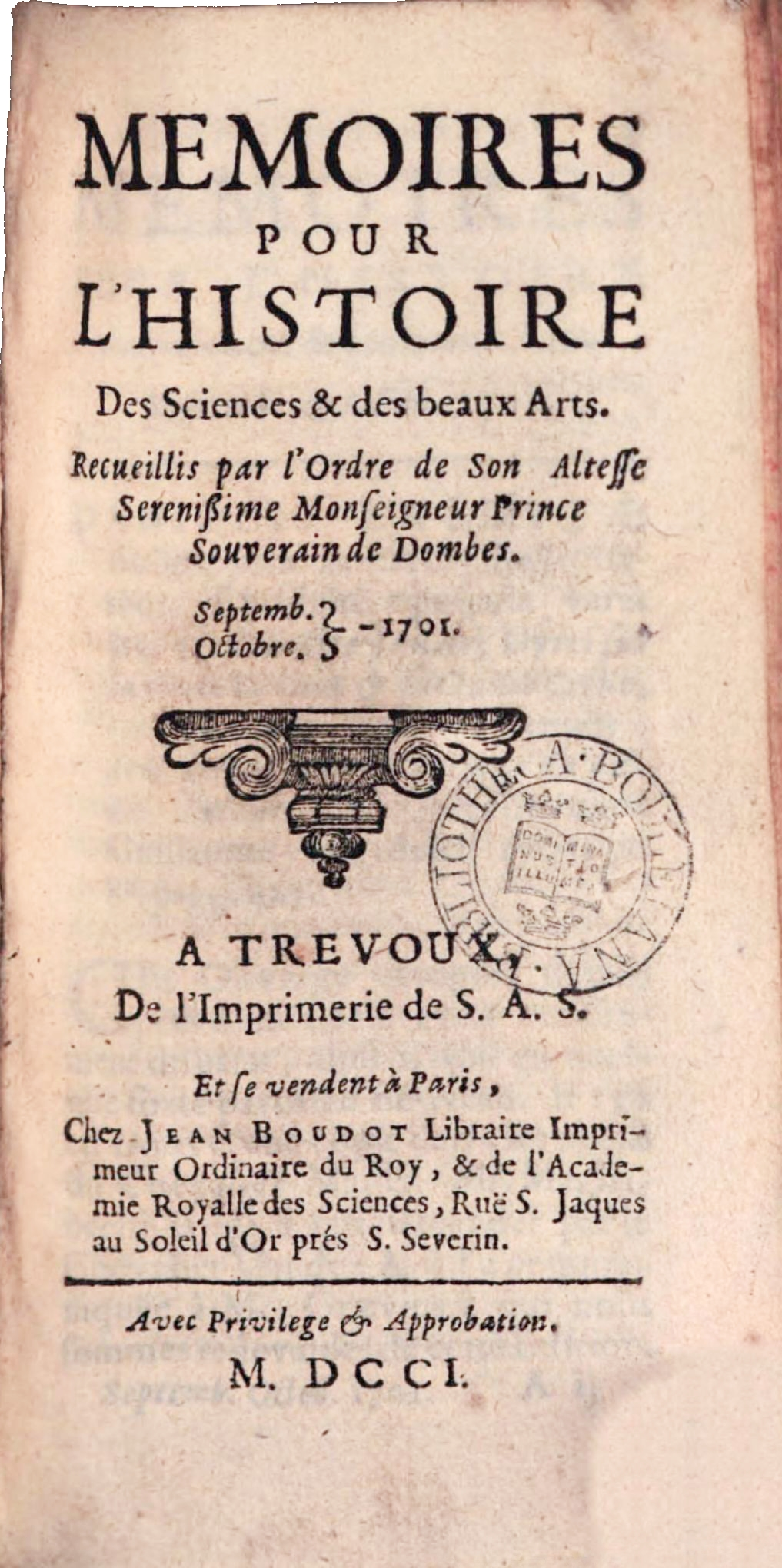
Les Mémoires de Trévoux.

Ayant achevé ses études, il embrassa, à l’âge de dix-neuf ans, la règle de saint Ignace et professa successivement les humanités, la philosophie et la théologie. Il acquit, dans l’exercice des diverses fonctions dont il était chargé, des connaissances très variées en histoire ancienne et moderne, chronologie, géographie, numismatique, morale, littérature, etc.
Il fut appelé, sur la fin de 1701, à Paris, pour prendre la direction des Mémoires de Trévoux et il l’enrichit d’une foule d’analyses et de dissertations qui le firent bientôt connaître dans toute l’Europe. Critique d’une rare impartialité, il ne dissimulait pas les torts ou les erreurs, même de ses confrères, de même qu’il rendit une justice complète aux écrivains dont il ne partageait ni les principes ni les opinions. Ainsi, il combattit les idées systématiques des pères Hardouin et Panel, mais déclara que la Mérope de Voltaire lui paraissait égaler tous les chefs-d’œuvre de l’antiquité.
Malgré ses occupations déjà si nombreuses, le père Tournemine entretenait une correspondance active avec les savants les plus distingués ; il était le protecteur de tous ceux qui montraient des dispositions pour les lettres, et se faisait un devoir de donner des conseils aux jeunes écrivains.
Suivant Voltaire, il était connu chez les Jésuites, par ces deux petits vers : « C’est notre père Tournemine Qui croit tout ce qu’il imagine. » Montesquieu, dans le premier voyage qu’il fit à Paris, fréquentait l’hôtel de Soubise, mais, trouvant que le père Tournemine y voulait dominer, et obliger tout le monde à se plier à ses opinions, s’en retira peu à peu, sans en cacher la raison. Depuis lors, Tournemine commença à lui faire des tracasseries dans l’esprit du cardinal de Fleury, au sujet des Lettres persanes. Pour s’en venger, Montesquieu ne fit jamais autre chose que de demander à ceux qui lui en parlaient : « Qui est-ce que le père Tournemine ? je n’en ai jamais entendu parler », ce qui piquait beaucoup ce jésuite assoiffé de célébrité.

## Publications
- Daphnis et Chloé, poème en six chants. Traduit de la langue celtique (du P. René-Joseph De Tournemine), Rennes, 1679.
- Douze impossibilités du système du P. Hardouin, 1702.
- Biblia sacra latine, Paris, 1706.
- Réflexions sur l'athéisme, dans la 2e édition (Paris, 1713) de la Démonstration de l'existence de Dieu de Fénelon.
- Réflexions sur l'athéisme, nouvelle édition augmentée des réflexions du P. Tournemine, Paris et Avignon, 1776.
- Panégyrique de saint Louis, roi de France, Paris, 1733 ; 1734.
- Essai de la science universelle où il est traité des principes généraux de toutes les sciences et de la meilleure manière de les apprendre.
- Traité sur le déisme.
- Mémoire dans lequel on répond à diverses questions sur l'étendue du pouvoir du premier ministre et sur la manière de l'exercer.

## Sources
- Joseph-François Michaud & Louis-Gabriel Michaud, Biographie universelle, ancienne et moderne, t. 46, Paris, Michaud frères, 1826, p. 369-70.
- John Pappas, « L’Influence de René-Joseph de Tournemine sur Voltaire », Annales de Bretagne et des pays de l’Ouest, Paris, t. 83 La Bretagne littéraire au XVIIIe siècle, no 4,‎ 1976, p. 727-35 (DOI abpo.1976.4647, lire en ligne, consulté le 2 mai 2025).